# Santa Lucía (Costa Rica)
Santa Lucía è un distretto della Costa Rica facente parte del cantone di Barva, nella provincia di Heredia.
Santa Lucía comprende 4 rioni (barrios):
- Getsemaní
- Palmar
- Paso Viga
- Pedregal